# P-64
P-64 — польский самозарядный пистолет.

## История
Пистолет был разработан в конце 1950-х годов в Институте по исследованию артиллерии (пол. Zakład Broni Strzeleckiej Centralnego Badawczego Poligonu Artyleryjskiego), который позже стал Военным институтом технологии вооружения (пол. Wojskowy Instytut Techniczny Uzbrojenia W Zielonce — WITU). Первоначально имел название CZAK (сокращённое обозначение, состоящее из начальных букв фамилий создателей пистолета — офицеров Войска Польского В. Чепукайтиса, Р. Зимнего, М. Адамчика и С. Кочмарского).
Производился на оружейном заводе в г. Радом.
В 1971 году в конструкцию курка были внесены изменения.
В 1972 году было принято решение о разработке нового армейского пистолета на замену P-64 (которым стал P-83).
До окончания производства в 1977 году было изготовлено 190 тыс. боевых пистолетов, также было изготовлено некоторое количество учебных пистолетов.
В 1998 году украинская компания СП «Шмайсер» начала разработку собственного травматического пистолета на основе польского P-64G, который предполагалось сертифицировать в качестве гражданского оружия самообороны. 15 декабря 2000 года конструкция была запатентована под наименованием АЕ 790.

## Конструкция
Автоматика пистолета работает за счет отдачи свободного затвора. Возвратная пружина надета на ствол. Запирание ствола осуществляется массой несцепленного со стволом кожуха-затвора и усилием возвратной пружины. Ударно-спусковой механизм курковый, двойного действия. Пистолет имеет указатель наличия патрона в патроннике (в виде стержня, выступающего из заднего торца затвора над курком при наличии патрона в стволе) и неавтоматический предохранитель, который блокирует ударник и кожух-затвор, а также осуществляет предохранительный спуск курка с боевого взвода.
Основные части пистолета изготовлены из фрезерованной стали, однако с целью уменьшения массы оружия многие детали были сделаны из алюминиевого сплава. При достаточно высоком качестве изготовления применение лёгких сплавов несколько снизило ресурс пистолета и сделало более ощутимой отдачу.

## Варианты и модификации
- учебный пистолет Р-64 - макет, предназначенный для обучения разборке и сборке оружия (производство выстрела невозможно), для отличия от боевого оружия на затворе красной краской нанесена надпись "SZKOLNY"[3]
- P-64G - газовый пистолет под патрон 9 мм Р.А., выпускался в начале 1990х годов[3]
- АЕ 790 - травматический пистолет под патрон 9 мм Р.А. На основе конструкции P-64G выпускается СП «Шмайсер»[3] в нескольких модификациях и вариантах исполнения[6] . Прицельные приспособления открытого типа состоят из целика и мушки[7].

## Страны-эксплуатанты
- Ливан - 10 июля 2008 года 1000 шт. снятых с вооружения пистолетов P-64 и 110 080 шт. патронов к ним были поставлены из Польши для вооружённых сил Ливана[8]
- Польша - в 1965 году под наименованием 9 mm pistolet wz. 1964 (P-64) был принят на вооружение вооруженных сил, правоохранительных органов и спецслужб ПНР, с 1990-х годов разрешён для использования частным охранным фирмам[3], по состоянию на 2014 год, P-64 оставался основным табельным пистолетом вооружённых сил[9], также использовался в полиции (по состоянию на середину 2009 года, на вооружении полиции имелось 81 340 шт.)[10]
- США[11] - с начала 1990-х годов значительное количество пистолетов P-64 было продано в США, где они продавались в качестве гражданского оружия[3][12]